# A2 road (Nordirland)
In Nordirland wurde 1923 eine A2 festgelegt. Es handelt sich hierbei um eine Küstenstraße und sie verläuft zwischen Londonderry und Newry. Sie war zunächst zweigeteilt. Die Lücke lag zwischen Donaghdee und Clough und wurde durch die B11 überbrückt, die auf diesem Weg durch eine Fähre zweigeteilt war. Die A2 übernahm bald die B11 komplett in ihren Laufweg.